# Anolis vaupesianus
Espèce
Synonymes
- Dactyloa vaupesianus (Williams, 1982)

Anolis vaupesianus est une espèce de sauriens de la famille des Dactyloidae. 

## Répartition
Cette espèce est endémique de Colombie. Elle se rencontre dans les départements d'Amazonas et de Vaupes.

## Étymologie
Son nom d'espèce lui a été donné en référence au lieu de sa découverte, le département de Vaupes.

## Publication originale
- Williams, 1982 : Three new species of the Anolis punctatus complex from Amazonian and inter-Audean Colombia, with comments on the eastern members of the punctatus species group. Breviora, no 467, p. 1-38 (texte intégral).